# 米哈伊·赤塔克
米哈伊·赤塔克（羅馬尼亞語：Mihai Chiţac；1928年11月4日—2010年11月1日），罗马尼亚中将，是罗马尼亚内政部部长，1989年罗马尼亚革命时期镇压抗议者和平民。1990年遭到起诉，在最高法院接受审判。